# Tetranchyroderma massiliense
Tetranchyroderma massiliense is een buikharige uit de familie Thaumastodermatidae. Het dier komt uit het geslacht Tetranchyroderma. Tetranchyroderma massiliense werd in 1956 voor het eerst wetenschappelijk beschreven door Swedmark. 